# Acacia caffra
Acacia caffra é uma espécie de leguminosa do gênero Acacia, pertencente à família Fabaceae.